# Блеф, или С Новым годом!
«Блеф, или С Новым годом!» — российский документальный фильм о судьбах российских детей-сирот и окружающих их взрослых. Автор и режиссёр фильма — Ольга Синяева.

## Сюжет
В фильме показана система российских детских домов изнутри. Участники этой системы: дети, от малышей до выпускников; воспитатели; волонтёры; приходящие к детям мамы и бабушки; охранники; специалисты по проблеме сиротства и просто прохожие. Рассказывается, что происходит с ребёнком, когда он с малых лет оказывается в сиротском учреждении, что происходит с его психикой, восприятием жизни, как складывается судьба сироты, лишённого семьи, любви, близкого взрослого. При этом, автор фильма специально ставила задачу не показывать «полный трэш и ужас», например, про психоневрологические интернаты.

## Съёмки
Съёмки проводились в течение четырёх лет в детских домах, домах ребёнка, колонии для несовершеннолетних и в психоневрологическом интернате. Ольга Синяева приступила к съёмкам после того, как усыновила трёхлетнего Игоря, который за год жизни в её семье так и не оправился от психологических травм, полученных в детском доме.
Режиссёр фильма — Ольга Синяева, многодетная и приёмная мать.
Консультанты фильма:
- Людмила Петрановская, педагог-психолог, специалист по семейному устройству, лауреат премии Президента РФ в области образования, автор книги «К вам пришел приёмный ребёнок»[3][5];
- Александр Гезалов — член Общественной палаты РФ, выпускник детдома[3].

## Прокат
Премьера фильма в России состоялась в кинотеатре «Художественный» (Москва) 28 декабря 2013 года, к годовщине принятия закона «Димы Яковлева». Однако в прокат фильм так и не вышел. Официальный показ документальной ленты, планировавшийся в рамках «Открытого Показа» на площадке государственного информационного агентства РИА Новости, был отменён накануне показа. Также никто из российских федеральных телеканалов не проявил интереса к трансляции ленты, интерес к фильму проявляют только региональные каналы. Премьеру фильма пришлось организовывать на средства, собранные через социальные сети.
Автор и режиссёр фильма Ольга Синяева связывает эти трудности со своим обращением к президенту России Владимиру Путину, в котором просила его посмотреть этот фильм. Журналисты отмечают, что документальное кино на социальную тему — в российском кино- и телевизионном прокате — непопулярное, поскольку эта тема неудобна для государственной власти.
В течение 2013—2014 годов состоялось несколько открытых и закрытых показов фильма перед небольшой аудиторией в регионах России и на Украине, которые организуются благотворительными фондами и волонтёрами.

## Награды и премии
В рамках государственной ежегодной программы «Лучшие социальные проекты России» фильм был признан лучшим социальным проектом 2013 года в России.

## Оценки и мнения
Картину сравнивают с работой Елены Погребижской «Мама, я убью тебя». Корреспондент «Филантропа» Елизавета Китенко отмечает, что в фильме показан «„Россиротпром“ в действии… промышленная отрасль, где дети и топливо, и продукт», но «главная эмоция, которую вызывает фильм, вовсе не жалость, а желание что-то изменить.» По мнению журналиста «Эха Москвы» Эвелины Геворкян, фильм даёт ответ на вопрос, что же на самом деле происходит в системе детских домов России:

Ответ появляется на экране аршинными буквами: «ДЕ-ПРИ-ВА-ЦИЯ». Лишение человека всего, что ему жизненно необходимо. В случае с трехлетним детдомовцем — человека, который обнимет его и расскажет про Деда Мороза. Пережить депривацию можно — в России 655 000 сирот, — но у многих она развивается в психические отклонения, и с возрастом такие дети переезжают из детдомов в интернаты для умственно отсталых, откуда выхода уже нет. Об этом, а также о том, есть ли способ все исправить, полуторачасовое кино Ольги Синяевой.

В то же время, представитель ассоциации воспитанников детских домов Владимир Стуленков считает ошибочным, что «в фильме показано, как все плохо, полный негатив». По его мнению, «на деле мы видим положительные моменты. … Лучший вариант развития событий — втягивать детей в спорт. Дети сложные, зачастую у них есть проблемы с психикой. Но спорт дисциплинирует. Понятное дело, что все проблемы этим не закроешь, но это один из элементов.»

## Социальный протест
В фильме приводится статистика, что почти половина воспитанников детских домов попадает в места лишения свободы и только 10 % адаптируются к обычной жизни. Создатели фильма обращают внимание на тяжёлую ситуацию в системе детских домов России и выражают свои взгляды в виде манифеста из пяти пунктов:

- Ни одного ребёнка детскому дому.
- Никаких подношений «ДетЛомам». Не становитесь спонсором системы, которая уничтожает детей. Не надо заваливать сиротские учреждения игрушками и подарками, не стоит там «дедморозить».
- Малыши должны жить только в семье.
- Разукрупнить детские дома. Настаивать на проведении срочных реформ в сиротской системе. Давить на чиновников — заставить их перенаправить бюджетные ассигнования из учреждений на помощь семьям. Ввести институт профессиональной семьи, которая необходима для детей старшего возраста и инвалидов.
- Откройте глаза вашим близким и родным, возможно, это наш последний шанс спасти детей и страну.

Режиссёр фильма Ольга Синяева:

Очень многие разговоры не вошли в фильм. Это были вопли отчаяния людей, которых тоже особо никто не собирался слушать. Вот говорит сотрудница детского дома: «Мы читали про профессиональное выгорание, что за границей проводят профилактику этого самого выгорания, а нам кто о нём когда рассказывал?»

По оценке уполномоченной по делам ребёнка в Санкт-Петербурге Светланы Агапитовой, побывавшей на показе фильма, полностью отказаться от системы детских домов невозможно, поскольку темпы усыновления и отказов от детей сравнимы друг с другом, и кроме того, многие руководители детских домов не заинтересованы отдавать детей в семьи, поскольку детские дома получают подушевое финансирование. Также по мнению представителя ассоциации воспитанников детских домов Владимира Стуленкова, у детских домов имеется ряд проблем, но если сравнивать, что лучше — чтобы ребёнок жил в семье алкоголиков или в детском доме, — то «необходимость детских домов очевидна».